# تومي هولمز
تومي هولمز (بالإنجليزية: Tommy Holmes)‏ هو لاعب كرة قاعدة أمريكي، ولد في 29 مارس 1917 في بروكلين في الولايات المتحدة، وتوفي في 14 أبريل 2008 في بوكا راتون في الولايات المتحدة.

## وصلات خارجية
- تومي هولمز على موقع دوري كرة القاعدة الرئيسي (الإنجليزية)
- تومي هولمز على موقعبيزبول رفرنس.كوم (الدوري الرئيسي) (الإنجليزية)
- تومي هولمز على موقعبيزبول رفرنس.كوم (الدوري الثانوي) (الإنجليزية)